# Perdiz-grega

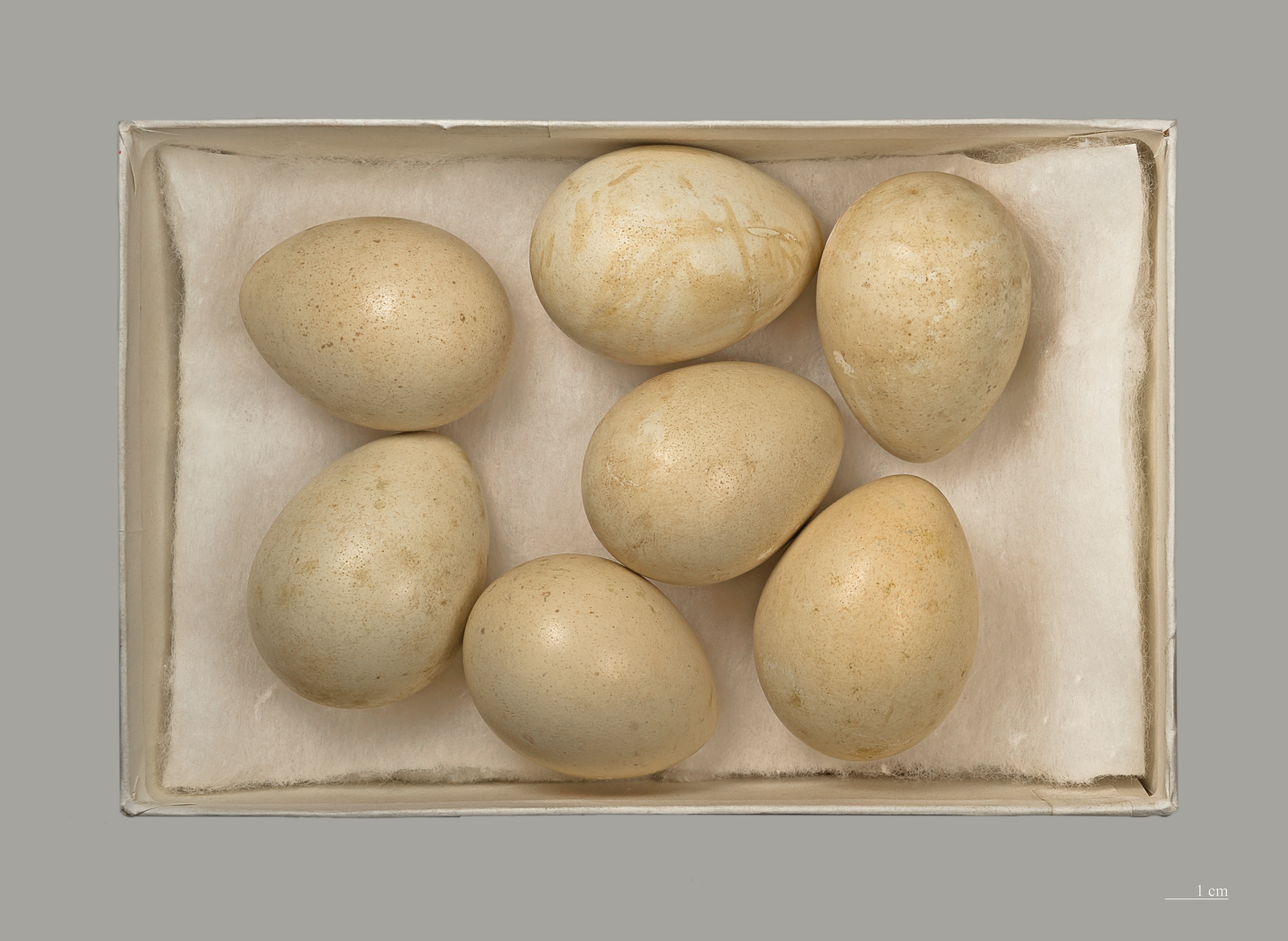
Alectoris graeca graeca - MHNT

Perdiz-grega (Alectoris graeca) é uma ave galiforme pertencente à família Phasianidae.